# クレイトン・キース・ヤイター
クレイトン・キース・ヤイター（英語: Clayton Keith Yeutter, 1930年12月10日 - 2017年3月4日）は、アメリカ合衆国の政治家。共和党に所属し、ジョージ・H・W・ブッシュ政権で23代目アメリカ合衆国農務長官を務めた。

## 生い立ちと初期の経歴
1930年12月10日にアメリカのネブラスカ州ユースティスにおいて誕生した。1948年にはユースティス高校を卒業した。ヤイターはネブラスカ大学に進学し、1952年に優等の成績で畜産の学士号を取得した。
1952年から1957年までアメリカ空軍で勤務した。1957年から1975年までは即応予備役としてアメリカ空軍に協力した。またヤイターは1957年以降農場の経営を行った。ヤイターはネブラスカ州中部に2500エーカーの農場を構え、耕作・放牧・畜産の事業を行った。

## ネブラスカ大学での活動
1960年1月からネブラスカ大学で非常勤講師として勤務し、農業経済学部で農業法律や農業経済に関する講義を行った。ヤイターはネブラスカ大学で法務博士課程および博士課程に進学し、1963年に法務博士号・1966年に農業経済学の博士号を取得した。またヤイターは1960年に半期だけ院生を対象とするウィスコンシン大学の講座で農業経済学を学んだ。ヤイターは1963年にネブラスカ州で弁護士としての認可も受けた。1965年1月から1966年1月まではネブラスカ大学で常勤の講師として勤務した。
1966年1月にネブラスカ大学を辞め、リンカーンで弁護士業を開業した。間も無くヤイターはネブラスカ州政府で行政補佐官に採用され、1968年9月まで州政府と下部組織との間の調整役を務めた。ヤイターは州議会との連絡役も務め、課税基盤拡大や教育援助に関する法案の起草を支援した。ヤイターはまた経済開発省の創設や最低賃金額の制定・ネブラスカ大学とオマハ大学の合併・電気通信委員会の設立などの立法にも関与した。
1968年9月から1970年10月までネブラスカ大学コロンビア支部で支部長を務めた。ヤイターは当時として世界最大級の農業技術援助を行う機関の長として様々な組織から支援を受けた。アメリカ中西部の6大学から土地の無償提供を受け、さらにケロッグ財団やフォード財団から多額の資金協力を受けた。ヤイターは提携大学の学生や卒業生と協力して農業技術の研究及び発展に努めた。

## 政治家として
1970年10月から1971年12月までアメリカ合衆国農務省の消費者マーケティング部長を務めた。ヤイターは食肉の検査・農業生産物の品質確保・製品基準の普及・市場情報の収集・市場取引の管理・学校給食制度のための配給食品の調達などに責任を負った。
1972年1月から12月まではリチャード・ニクソン大統領の選挙活動を支援するため、大統領再選委員会で地域事務総長を務めた。ヤイターはアメリカ中西部7州における大統領選挙運動について全責任を負い、1972年アメリカ合衆国大統領選挙でのリチャード・ニクソン大統領の再選に貢献した。またアメリカ50州全ての選挙運動について農業政策に関する管理責任を負った。

### アメリカ合衆国農務次官補
1973年1月から1974年3月までヤイターはマーケティング及び消費者問題担当のアメリカ合衆国農務次官補を務めた。ヤイターは国内市場活動の政策について実質的に全ての権限を握った。ヤイターはアメリカ合衆国農務省内の組織について、動植物調査局・農業市場局・先物取引委員会・食品栄養局・飼育場管理局を管轄した。
1974年3月から1975年6月までは国際問題及び商品政策担当の農務次官補を務めた。ヤイターは農業安定維持局・海外農業局・連邦穀物保険公社・商品金融公社を管轄した。

### 通商代表部・9代目アメリカ合衆国通商代表
1975年6月から1977年2月までヤイターはアメリカ合衆国特別通商副代表を務めた。ヤイターは連邦政府が行う通商交渉の実施について責任を持ち、各省庁や委員会との協議・各国代表との事前調整などを行った。
1985年7月から1989年1月まで9代目アメリカ合衆国通商代表を務めた。ヤイターは通商代表として国家全体の通商政策を決定し、加えて重要な貿易問題を調整した。またヤイターは、相互多角的な貿易交渉の方針を定め、その実施戦略について責任を負った。ヤイターはロナルド・レーガン政権における通商会議を取り仕切った。
ヤイターはカナダとの間での自由貿易協定交渉を行い、1988年1月に米加自由貿易協定を締結した。後にヤイターはこの協定について「カナダ国民は何に調印したのか理解していない。今後20年でカナダ経済はアメリカに吸収されるだろう」と発言した。

### 23代目アメリカ合衆国農務長官
1989年2月から1991年2月までジョージ・H・W・ブッシュ大統領の時代に23代目アメリカ合衆国農務長官を務めた。

## 実業家として
1977年4月から1978年6月までヤイターはネブラスカ州リンカーンの法律事務所 Nelson, Harding, Yeutter & Leonard に上級経営パートナーとなった。この法律事務所は州内の複数の都市に支所を有していた。ヤイターは農業関連の主に事案を担当し、ワシントンD.C.の事案あるいは国際的利益に深く関与する事案についても調整役を務めた。
1978年7月から1985年6月までシカゴ商品取引所の最高経営責任者を務めた。ヤイターは先物取引部門の充実を目指した。ヤイターは各国通貨為替を対象とした商品・短期国債やユーロダラーなどの金利を対象とした商品・S&P 500などの株価指数を対象とした商品と牛や豚などの家畜を対象とした商品などの取扱商品の充実化を図った。さらにヤイターは先物商品のオプション取引についても制度化を図った。

## 晩年
2017年3月4日にメリーランド州の自宅にて死去。86歳であった。
没後に日本政府より日米関係への功績を多とされ、旭日大綬章を授与された。

## 参照リンク
- Yeutter, Clayton K. (1992年3月24日). “When 'Fairness' Isn't Fair”. The New York Times 2011年5月1日閲覧。
- Farnsworth, Clyde H. (1986年8月15日). “Clayton K. Yeutter; On the Front Lines in the Trade Wars”. The New York Times 2011年5月1日閲覧。
- Boyd, Gerald M. (1985年4月3日). “Reagan Picks New Trade Chief”. The New York Times 2011年5月1日閲覧。